# ویکتور ژدانویچ
ویکتور ژدانویچ (به روسی: Виктор Жданович - Viktor Zhdanovich) ورزشکار مرد رشتهٔ شمشیربازی اهل کشور اتحاد جماهیر شوروی است. وی در بین سال‌های ‎۱۹۶۰ تا ۱۹۶۴ میلادی در مسابقات بازی‌های المپیک تابستانی در مجموع ۳ مدال طلا را کسب کرد.